# Gilson César Santos Alves
Gilson César Santos Alves (* 23. Januar 1990 in Ribeirão Preto), auch Gilson Alves genannt,  ist ein brasilianischer Fußballspieler.

## Karriere
Gilson Alves stand von 2011 bis 2014 beim Luverdense EC unter Vertrag. Der Verein aus Lucas do Rio Verde im Bundesstaat Mato Grosso spielte in der dritten brasilianischen Liga, der Campeonato Brasileiro de Futebol – Série C. 2012 gewann er mit dem Verein die Staatsmeisterschaft von Mato Grosso, 2014 belegte man den zweiten Platz. Über die brasilianischen Stationen Boa EC, Paysandu SC und Atlético Goianiense wechselte er 2017 nach Asien. Hier unterschrieb er in Thailand einen Vertrag beim Suphanburi FC. Der Verein aus Suphanburi spielte in der höchsten Liga des Landes, der Thai League. Nach der Hinserie wurde sein Vertrag nicht verlängert. Von Juli 2017 bis November 2017 war er vertrags- und vereinslos. Ende November nahm ihn der brasilianische Verein SER Caxias do Sul aus Caxias do Sul unter Vertrag. Für den Verein, der in der Serie D spielte, absolvierte er 15 Spiele. Mitte 2018 nahm ihn der Zweitligist Grêmio Esportivo Brasil aus Pelotas unter Vertrag. 2019 spielte er bei CE Aimoré und CA Patrocinense. Im Oktober 2019 wurde er vom Manaus FC verpflichtet.

## Erfolge
Luverdense EC
- Staatsmeisterschaft von Mato Grosso: 2012